# Klimkovice

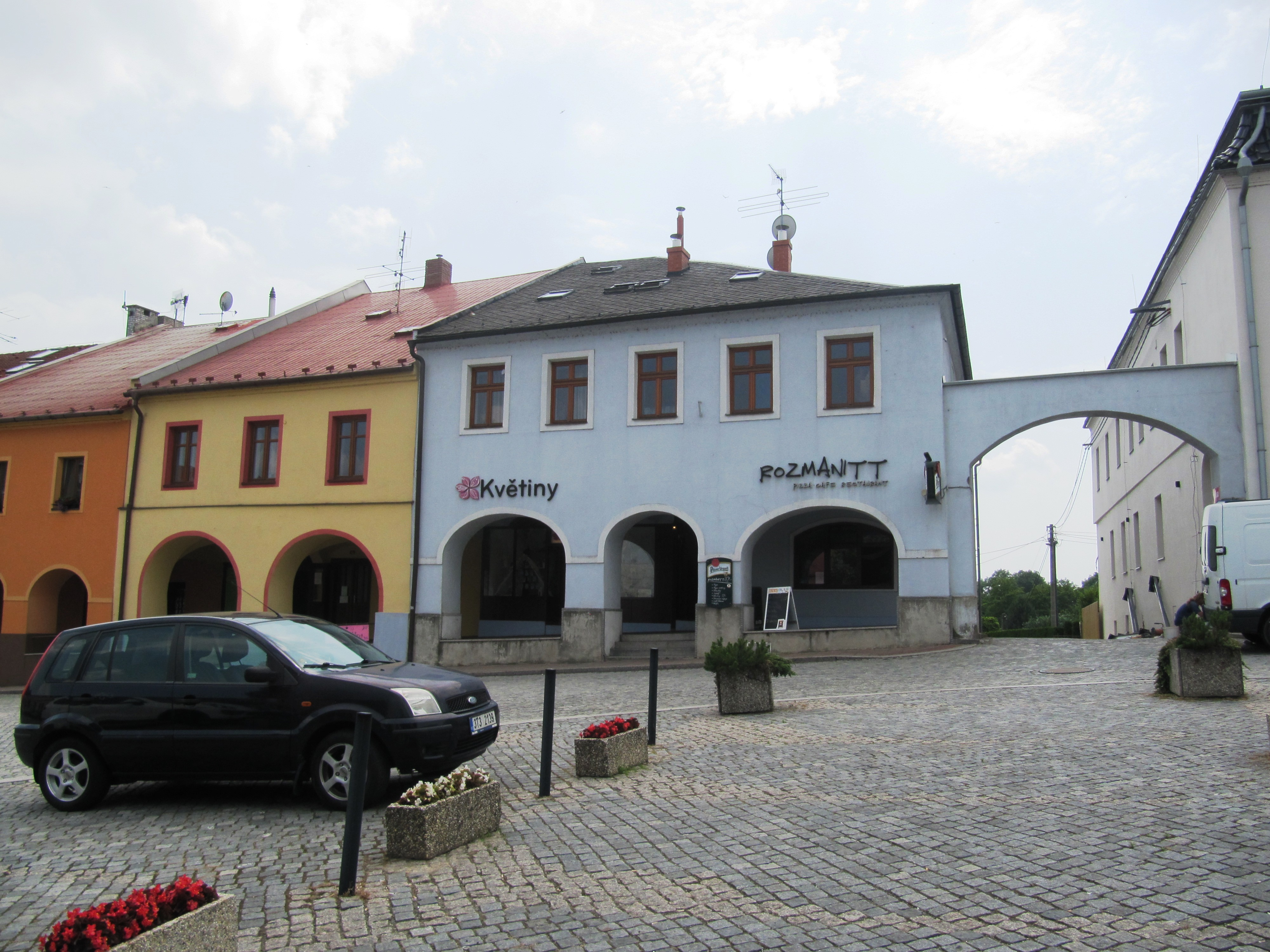
Klimkovice

Klimkovice (Königsberg in Schlesien en alemán) es una ciudad pequeña en la región de Silesia, al este de la República Checa.
Posee una área de 1,423 km² y una población de 3870 habitantes (censo 2005).